# Selatosomus suckleyi
Selatosomus suckleyi là một loài bọ cánh cứng trong họ Elateridae. Loài này được LeConte miêu tả khoa học năm 1857.